# 이브의 건넌방
"이브의 건넌방"은 1987년에 개봉한 대한민국의 영화이다.

## 캐스팅
- 임동진 : 박재우 역
- 나영희 : 영숙 역
- 김영애 : 재숙 역
- 강태기 : 주재형 역
- 김해숙
- 장혁
- 추봉
- 곽인호 : 무용인 역